# Борче Маневський
Борче Маневський (мак. Борче Маневски; нар. 5 липня 1985, Бітола, СР Македонія) — північномакедонський футболіст, нападник «Пелістера».

## Клубна кар'єра
Народився в Бітолі, футбольну кар'єру розпочав у 2003 році в місцевому клубі «Пелістер». Наступного року перейшов у «Побєду». У сезоні 2004/05 років у складі команди дебютував у Першій лізі Македонії. У команді виступав до кінця 2005 року.
На початку 2006 року переїхав до Польщі, де підписав контракт з «Гурником» (Ленчна). В Екстраклясі дебютував 25 березня 2006 року в переможному (160) виїзному поєдинку проти «Краковії». У «Гурнику» виступав півтора року. У польському чемпіонаті зіграв 25 матчів. По завершенні сезону за корупційні діяння «Гурник» був переведений до Третьої ліги Польщі.
У 2007 році повернувся до Македонії. Протягом півроку виступав за «Побєду», а в 2008 році перейшов до «Мілано» (Куманово). У січні 2009 року підписав контракт з представником Суперліги Сербії ФК «Банат». За підсумками сезону 2008/09 років «Банат» вилетів з Суперліги, але Борче продовжив виступати за команду вже в Першій лізі Сербії. По завершенні сезону повернувся до Македонії, де став гравцем «Работнічок». За підсумками першої частини сезону 2010/11 років в опитуванні інтернет-порталу MacedonianFootball.com посів перше місце в списку найкращих гравців першої частини чемпіонату. За підсумками сезону 2010/11 років з 19-а забитими м'ячами став найкращим бомбардиром чемпіонату. Сезон 2012/13 років провів у «Вардарі», а по його завершенні повернувся у «Работнічки». У сезоні 2013/14 років допоміг команді оформити «золотий дубль» (перемога в чемпіонаті та кубку країни). По завершенні успішного для себе сезону в Першій лізі Македонії виїхав до Таїланду, де захищав кольори місцевих клубів «Чайнал Горнбілл» та «Трат» (в останньому з вище вказаних — виступав в оренді).
У 2016 році повернувся до Македонії, де протягом нетривалого періоду часу знову виступав за «Работнічкі». Потім виїхав на Мальту, де виступав за місцеві клуби «Бальцан» та «Пембрук Атлета». Наступного року повернувся до Македонії, грав за «Побєду» та «Пелістер». По ходу сезону 2018 року приєднався до представника Суперліги Косова ФК «Балкані». З 2019 року знову захищає кольори «Пелістера».

## Кар'єра в збірній
виступав за юнацькі збірні Македонії U-17 та U-19, виступав за молодіжну збірну Македонії у кваліфікації молодіжного чемпіонату Європи 2006 року на позиції атакувального центрального півзахисника.
У листопаді 2005 року на турнірі в Ірані дебютував у футболці національної збірної Македонії. П'ять років потому, 26 грудня 2010 року, Маневський знову отримав виклик до національної збірної та вийшов на поле в програному (0:1) товариському матчі проти Китаю.

## Статистика виступів

### Клубна
| Сезон   | Клуб                | Країна             | Змагання              | Матчі | Голи |
| ------- | ------------------- | ------------------ | --------------------- | ----- | ---- |
| 2004/05 | «Побєда»            | Північна Македонія | Перша ліга            | 19    | 2    |
| 2005/06 | «Побєда»            | Північна Македонія | Перша ліга            | 18    | 9    |
| 2005/06 | «Гурник» (Ленчна)   | Польща             | Екстракляса           | 10    | 0    |
| 2006/07 | «Гурник» (Ленчна)   | Польща             | Екстракляса           | 15    | 0    |
| 2007/08 | «Побєда»            | Північна Македонія | Перша ліга            | 11    | 2    |
| 2007/08 | «Мілано» (Куманово) | Північна Македонія | Перша ліга            | 9     | 6    |
| 2008/09 | «Мілано» (Куманово) | Північна Македонія | Перша ліга            | 9     | 1    |
| 2008/09 | «Банат»             | Сербія             | Суперліга             | 3     | 0    |
| 2009/10 | «Банат»             | Сербія             | Перша ліга Сербії     | 14    | 1    |
| 2010/11 | «Работнічкі»        | Північна Македонія | Перша ліга            | 27    | 19   |
| 2011/12 | «Работнічкі»        | Північна Македонія | Перша ліга            | 28    | 15   |
| 2012/13 | «Вардар»            | Північна Македонія | Перша ліга            | 26    | 7    |
| 2013/14 | «Работнічкі»        | Північна Македонія | Перша ліга            | 28    | 17   |
| 2014    | «Чайнал Горнбілл»   | Таїланд            | Прем'єр-ліга Таїланду | 8     | 1    |
| 2015    | «Чайнал Горнбілл»   | Таїланд            | Прем'єр-ліга Таїланду | 3     | 0    |
| 2015/16 | «Работнічкі»        | Північна Македонія | Перша ліга            | 2     | 1    |
| 2016/17 | «Бальцан»           | Мальта             | Прем'єр-ліга Мальти   | 0     | 0    |
| 2016/17 | «Пембрук Атлета»    | Мальта             | Прем'єр-ліга Мальти   | 11    | 1    |
| 2017/18 | «Побєда»            | Північна Македонія | Перша ліга            | 16    | 3    |
| 2017/18 | «Пелістер»          | Північна Македонія | Перша ліга            | 12    | 4    |
| 2018/19 | «Балкані»           | Косово             | Суперліги Косова      | 17    | 5    |

## Досягнення
«Работнічкі»
- Македонська футбольна Перша ліга
  -  Чемпіон (1): 2013/14

- Кубок Македонії
  -  Володар (1): 2013/14